# Parti politique chrétien européen
Le Parti politique chrétien européen (en anglais : European Christian Political Party, PPCE), précédemment le Mouvement politique chrétien européen (MPCE) de 2002 à avril 2025, est un parti politique européen aux valeurs chrétiennes conservatrices, reconnu par l'Union européenne.

## Présentation
Il est créé en novembre 2002 à Lakitelek en Hongrie. Il est enregistré aux Pays-Bas en septembre 2005 avec pour premier président Peeter Võsu, un Estonien. Depuis 2021, son président est Valeriu Ghilețchi, un homme politique moldave.
Il est un parti enregistré en tant que parti politique européen depuis le 4 septembre 2017.
Le PPCE est composé de partis nationaux mais aussi d'organisations et associations comme l'European Christian Political Youth Network, organisation de jeunes chrétiens politiquement actifs en Europe.

## Financement
En tant que parti politique européen, le PPCE a droit à un financement public européen, qu'il a reçu sans interruption depuis sa première demande en 2010.
Le graphique ci-dessous montre l'évolution du financement public européen reçu par le PPCE.
Montant (€)Financement public européen des partis politiques européens0200 000400 000600 000800 0001 000 0002004200720102013201620192022Somme maximum allouée au financement publicMontant de financement public effectivement reçu
Conformément au règlement sur les partis politiques européens et les fondations politiques européennes, le PPCE collecte également des fonds privés pour cofinancer ses activités. En 2025, les partis européens doivent ainsi trouver au moins 10% de leurs dépenses remboursables auprès de sources privées, le reste pouvant être couvert par le financement public européen.
Le graphique ci-dessous montre l'évolution des contributions et des dons reçus par le PPCE.
Montant (€)Contributions reçues par les partis politiques européens10 00020 00030 00040 00050 00060 00020102013201620192022PPCE
Montant (€)Financement public européen des partis politiques européens020 00040 00060 00080 000100 00020102013201620192022PPCE

## Membres

### Membres actuel
Après les élections européennes de 2019, le parti a trois députés européens membres : deux Néerlandais (Peter van Dalen de l'Union chrétienne et Bert-Jan Ruissen du Parti politique réformé) et un Allemand (Helmut Geuking du Parti des familles). Deux autres députés européens rejoignent le parti : Cristian Terheș en 2020 et Ladislav Ilčić en 2021. En juin 2022, Ilčić quittait le parti pour rejoindre le parti des conservateur et réformistes européens. PPCE regagnait un cinquième député par la venue de Màrton Gyöngyösi, qui a rejoint le parti en septembre 2023. 
Au cours de la précédente législature, six députés européens ont été membres du PPCE. Il s'agit de deux Néerlandais (Peter van Dalen de l'Union chrétienne et Bas Belder du Parti politique réformé), un Allemand (Arne Gericke des Électeurs libres), un Slovaque (Branislav Škripek, membre d'OĽaNO) et deux Polonais (Marek Jurek du parti Droite de la République et de l'indépendant Kazimierz Michał Ujazdowski).
Le PPCE est également composé de partis politiques nationaux issus de pays membres de l'Union européenne n'ayant pas de députés européens ainsi que de partis nationaux issus de pays européens non-membres de l'Union européenne. 
| Pays      | Parti ou député européen                                     | Députés européens | Députés nationaux                         |
| --------- | ------------------------------------------------------------ | ----------------- | ----------------------------------------- |
| Allemagne | Alliance C - Chrétiens pour l'Allemagne                      | –                 | –                                         |
| Allemagne | Parti des familles d'Allemagne                               | 1 / 96            | –                                         |
| Autriche  | Parti Chrétienne d'Autriche                                  | –                 | –                                         |
| Espagne   | Avec toi plus                                                | –                 | –                                         |
| Espagne   | Valeurs                                                      | –                 | –                                         |
| France    | Via, la voie du peuple                                       | –                 | –                                         |
| Hongrie   | Jobbik - Conservateurs                                       | 1 / 21            | 8 / 199                                   |
| Italie    | Identité et action                                           | –                 | 1 / 315(Sénat)                            |
| Irlande   | Alliance de la dignité humaine                               | –                 | 1 / 60(Sénat)                             |
| Lettonie  | Pouvior souverain                                            | –                 | –                                         |
| Lettonie  | Lettonie d'abord                                             | –                 | 9 / 100                                   |
| Lituanie  | Parti de la démocratie chrétienne de Lituanie                | –                 | 1 / 141                                   |
| Lituanie  | Union chrétienne                                             | –                 | –                                         |
| Malte     | ABBA Parti                                                   | –                 | –                                         |
| Pays-Bas  | Parti politique réformé                                      | 1 / 25            | 3 / 150                                   |
| Pays-Bas  | Union chrétienne                                             | 1 / 25            | 3 / 150                                   |
| Portugal  | Parti populaire monarchiste                                  | –                 | 2 / 57 (Assemblée législative des Açores) |
| Pologne   | Droite de la République                                      | –                 | 1 / 460                                   |
| Pologne   | Union de la politique réelle                                 | –                 | –                                         |
| Slovaquie | Union chrétienne                                             |                   | 2 / 150                                   |
| Roumanie  | Parti national conservateur roumain                          | 1 / 33            | –                                         |
| Roumanie  | Parti national paysan chrétien-démocrate                     | 1 / 33            | –                                         |
| Roumanie  | Union démocratique des Slovaques et des Tchèques de Roumanie | –                 | 1 / 329                                   |
| Suède     | Parti des valeurs chrétienne                                 | –                 | –                                         |
| Suisse    | Parti évangélique suisse                                     | pas dans l'UE     | 3 / 200                                   |

### Anciens partis membres
- Allemagne :
  - Parti du travail, de l'environnement et de la famille (en)
  - Parti de la Bible (en)
- Belgique
  - Chrétiens démocrates fédéraux
- Bulgarie :
  - Coalition chrétienne bulgare (en)
  - Forum démocrate chrétien
- Monténégro :
  - Parti populaire
- Serbie
  - Alliance des Roumains de Voïvodine

### Membres individuels
Le PPCE comprend également un certain nombre de membres individuels, bien que, comme la plupart des autres partis européens, il n'ait pas cherché à développer une adhésion individuelle de masse.
Le graphique ci-dessous montre l'évolution des membres individuels de le PPCE depuis 2019.
Membres individuelsMembres individuels des partis politiques européens0102030405060201920202021202220232024PPCE

## Représentation au sein des institutions européennes
| Organisation        | Institution                                        | Nombre de sièges |
| ------------------- | -------------------------------------------------- | ---------------- |
| Union européenne    | Parlement européen                                 | 4 / 720          |
| Union européenne    | Commission européenne                              | 0 / 27           |
| Union européenne    | Conseil européen (chefs d'État ou de gouvernement) | 0 / 27           |
| Union européenne    | Conseil de l'UE (ministres)                        |                  |
| Union européenne    | Comité européen des régions                        | 0 / 329          |
| Conseil de l'Europe | Assemblée parlementaire                            |                  |